# Barys Astana
El Barys Hockey Club (en kazajo: Barys Hokkej Kluby; en ruso: Барыс), comúnmente conocido como Barys Astana, es un club profesional de hockey sobre hielo con base en Astaná, Kazajistán. Es uno de los miembros fundadores de la Kontinental Hockey League (KHL) y juegan en la División Chernyshev de la liga de la conferencia Este de la liga. Disputan sus partidos como local en el Barys Arena, donde han jugado desde la estación de KHL 2015-16. Antes de 2015, el equipo jugaba sus partidos como local en el Palacio Deportivo de Kazajistán durante 14 temporadas, desde 2001.
El club fue fundado en 1999 como miembro del Campeonato de Hockey de Kazajistán. En diez temporadas de competición nacional, Barys ha ganado dos campeonatos en 2007-08 y 2008-09. En 2004, Barys fue admitido en el sistema ruso del hockey sobre hielo, ensamblando su tercer nivel la liga de Pervaya. Su victoria en la zona del Ural-Siberia occidental en 2007, llevó a la promoción de la Liga Vysshaya. Después de una sola temporada de juego en la Liga Vysshaya, Barys se unió a la recién formada Kontinental Hockey League en 2008.
En 2013, Barys se unió al Astana Presidential Club, una coalición de clubes deportivos apoyados por el fondo de riqueza soberana Samruk-Kazyna. Sin embargo, Kazajistán Temir Zholy sigue siendo el principal patrocinador del club. El equipo sirve como un club base para el equipo nacional de hockey sobre hielo de Kazajistán.

## Palmarés
Campeonato de Hockey sobre Hielo de Kazajistán
- Campeón (2): 2007–08, 2008–09

## Entrenadores
- Nikolai Myshagin, 2000–02
- Sergei Mogilnikov, 2002–03
- Anatoli Melikhov, 2003–04
- Galym Mambetaliyev, 2004–05
- Nikolai Myshagin, 2005–07
- Mikhail Panin, 2007
- Sergei Mogilnikov, 2007
- Alexander Vysotsky, 2007–09
- Andrei Shayanov, 2009–10
- Andrei Khomutov, 2010–11

- Andrei Shayanov, 2011–12
- Vladimir Krikunov, 2012–13
- Ari-Pekka Selin, 2013–14
- Andrei Nazarov, 2014–15
- Yerlan Sagymbayev, 2015
- Evgeni Koreshkov, 2015 (interino)
- Andrei Nazarov, 2015–2016
- Eduard Zankovets, 2016–2017
- Evgeni Koreshkov, 2017–presente